# Julius Caesar Stülcken
Julius Caesar Stülcken, Pseudonyme: Peter Werth, Julius C. Saar, W. Peters, (* 4. April 1867 in Hamburg; † 21. Januar 1925 in Hochkamp) war ein deutscher Werftbesitzer und Bühnenautor.

## Leben und Wirken als Unternehmer
Julius Caesar Stülcken war das jüngste von neun Kindern von Heinrich Christopher Stülcken (1821–1873) und dessen Ehefrau Anna Dorothea, geborene Breckwoldt (1828–1892). Sein Großvater Johann Hinrich Friedrich Stülcken (1790–1866) hatte auf dem Neuen Deich in Billwerder 1837 eine Schiffszimmerei gegründet, wo er bereits zuvor im Schiffsbau gearbeitet hatte. Sein Vater hatte ebenfalls das Handwerk des Schiffbauers ergriffen und 1846 die Stülcken-Werft ins Leben gerufen. Beim Tod Heinrich Christopher Stülckens war sein Sohn Heinrich sechs Jahre alt. Seine Mutter leitete fortan die Werft.
Julius Caesar Stülcken erhielt eine Schulausbildung an der höheren Bürgerschule von Dr. Wichard Lange an den Hohen Bleichen. Anschließend absolvierte er eine Ausbildung als Maschinenbauer bei Schmiedemeister Friedrich Götze. Dann ging Stülcken für mehrere Jahre nach England, wo er moderne Methoden des Schiffbaus erlernte. 1885 reiste er mit der Bark „Willy“ der Stülcken-Flotte durch chinesische Gewässer und überlebte währenddessen einen Schiffbruch. Stülcken kehrte nach Hamburg zurück und übernahm Anfang 1891 eine Prokuristenstelle im Familienunternehmen. Seine zwei älteren Brüder waren kurz zuvor verstorben. Ein Jahr später verstarb auch die Mutter Anna Dorothea Stülcken. Julius Cäsar Stülcken übernahm daraufhin als Alleininhaber die Leitung der Werft, die fortan den Namen „H. C. Stülcken Sohn“ trug.
Unter seiner Leitung konnte die Werft die Produktionsflächen erweitern und die Leistungsfähigkeit steigern. Stülcken ließ neue Werksgebäude errichten und erwarb einen modernen Maschinenpark, Docks und Kräne. Den Betrieb einer eigenen Reederei stellte er 1902 ein. 1892 beschäftigte das Unternehmen ungefähr 270 Mitarbeiter, 1913 750 Menschen und in der Blütezeit zwischen 1918 und 1923 über 1000 Personen. Die Werft bot Reparaturen und kleinere Dampfschiffe an und spezialisierte sich auf Schleppdampfer für Hamburger Ewerführereien und hölzerne Brandungsdampfbarkassen, die im Kolonialdienst verkehrten. Ab 1904 produzierte H. C. Stülcken Sohn Fischdampfer, die sich zu einem wichtigen Teil des Produktportfolios entwickelten. 1913 stellte die Werft erstmals kleinere Frachtdampfer her, die nach Übersee verkehren konnten. Hinzu kamen verschiedene Schiffstypen für militärische Zwecke, die während des Kriegs gegen die Herero in Deutsch-Südwestafrika und im Ersten Weltkrieg zum Einsatz kamen.
1919 wurde das Unternehmen in eine Kommanditgesellschaft umgewandelt. Stülcken war somit nicht mehr alleiniger Inhaber, aber als Hauptkommanditist und Generalbevollmächtigter de facto weiterhin der Leiter der Werft. Ab Anfang der 1920er Jahre bemühte sich der Unternehmer um die Förderung der Fischereiwirtschaft. Neben Umbauten bestehender Fischkutter bot die Werft ab 1923 auch Motorfischkutter an. Stülcken, der öffentliche Auftritte mied, nahm auch den Betrieb einer eigenen Fischereiflottille auf, die 1924 zwei Dampfschiffe und zehn Motorkutter umfasste. Zudem hatte er entscheidenden Anteil an der Etablierung von Fischbratküchen in Deutschland, die zu diesem Zeitpunkt in England bereits großflächig Fuß gefasst hatten.
Neben den unternehmerischen Tätigkeiten engagierte sich Stülcken ehrenamtlich. 1912 stiftete er ungefähr 150.000 Reichsmark für das Hamburger Forschungsinstitut für Krebs und Tuberkulose. Mit diesem Geld entstand ein Pavillon am Allgemeinen Krankenhaus Eppendorf. Außerdem gehörte er ab 1922 dem Aufsichtsrat des Bauvereins zu Hamburg an, der Aspekte des Wohnungsbaus diskutierte.
Julius Caesar Stülcken blieb unverheiratet und kinderlos. Seit 1910 wohnte er zurückgezogen gemeinsam mit seiner jüngsten Schwester ein Haus am Hochkamp. Dort starb er nach längerer Krankheit aufgrund eines Herzinfarkts Anfang 1925. Die Leitung der Stülcken-Werft ging an seinen Neffen Heinrich von Dierlein über.

## Bühnenautor
Julius Caesar Stülcken schrieb zahlreiche Theaterstücke, die zumeist unter dem Pseudonym Peter Werth erschienen. Stülcken versuchte, keine reinen Unterhaltungskomödien zu schaffen. Aus diesem Grund kombinierte er heitere Elemente mit ersten Themen und zeigte Menschen, die sich in fragilen Lebenslagen befanden. Da Stülcken die soziale Situation seiner Zeit vielfach darstellte, sind die teilweise noch in gedruckter Form erhaltenen Textbücher eine wichtige geschichtliche Quelle. Die Stücke, die auf verschiedenen norddeutschen Bühnen gespielt wurden, erhielten von Kritikern sowohl positive als auch abwertende Rezensionen.
Stülckens erstes Werk war vermutlich der Einakter Mann über Bord aus dem Jahr 1899. Stülcken verfasste ihn unter dem Pseudonym Julius C. Saar. Das Stück wurde am Carl-Schultze-Theater gezeigt. Ein weiterer Einakter mit dem Titel Die Schwarzen, ein Seestück, diesmal verfasst als Peter Werth, kam im Februar 1903 zur Erstaufführung am Altonaer Stadttheater. Darin thematisierte Stülcken die menschenunwürdigen Bedingungen, unter denen Heizer und Kohlentrimmer ihren Dienst auf transatlantischen Passagierschiffen versehen. Das Hamburger Echo bezeichnete die zumeist in plattdeutscher Sprache verfassten Dialoge als „ein prächtiges Werk“. In einem anderen Einakter mit dem Titel Im Schatten. Volksstück aus den Hamburger Abruzzen befasste sich Stülcken erneut mit sozialen Missständen. Dieses Stück behandelt Szenen aus einer Kellerkneipe in der Niederstraße im Hamburger Gängeviertel. Die beiden letztgenannten Stücke von 1905 sind in dem Sammelband Kleine Leute (lütte Lüd) zu finden.
1906 kritisierte Stülcken in Die Sühne – Ein Hamburger Drama die Todesstrafe. Anschließend schrieb er abendfüllende, zumeist in hochdeutscher Sprache gehaltene Werke. Das Altonaer Stadttheater zeigte ab dem 6. März 1908 drei Jahre lang das Sankt Elms-Feuer. Die Szenen dieses Vierakters spielten auf einer Hamburger Bark. In Es ist eine alte Geschichte befasste sich der Autor 1911 mit dem deutschen Krieg gegen die Herero in Südwest-Afrika. Der Autor schrieb von zwei befreundeten Liebespaaren, deren Partner Kriegsdienst leisteten und aus diesem Grund voneinander getrennt wurden. Stülcken nahm darin Abstand von euphorisch-patriotischen Strömungen, ließ jedoch keine Zweifel an der deutschen Kriegsführung an sich erkennen.
1914 schrieb Stülcken einmalig unter dem Pseudonym W. Peters. Das Werk Überfällig wurde beim Altonaer Stadttheater aufgeführt. 1915 erarbeitete er wieder als Peter Wert Die Hanseatin Anna Lühring. Das Stück in drei Akten spielt zur Zeit der Befreiungskriege. Zu erkennen sind antifranzösische Strömungen, die auch in der Zeit vor dem Ersten Weltkrieg zu finden waren. 1913 schrieb Stülcken Mudder Gräun. War sick datt Moor vertellt. Er entwickelte daraus das Schauspiel Osterfüer. Das Werk beschreibt einen Bauern im Esinger Moor nahe Tornesch. Geprägt von christlicher Nächstenliebe bietet er herumziehenden und heimatlosen Personen Arbeit und Unterkunft an. Die Niederdeutsche Bühne unter Mitwirkung von Richard Ohnsorg spielte die Erstaufführung des Schauspiels am 7. November 1920 in Lübeck.
1922 debütierte die Komödie Duwenhe am Schauspielhaus Kiel. In Stülckens letztem Werk De Spelmann sind auch buddhistische Gedanken zu finden. Das Oldenburger Landestheater zeigte dieses Werk erstmals am 17. April 1924.

## Hörspiele
- 1927: St. Elmsfüer. Een Speel in 4 Optög – Produzent: NORAG. Regie: Hans Böttcher.

Sprecher u. a.Hermann Möller, Käthe Alving, Walther Bullerdiek, Otto Lüthje und Richard Ohnsorg